# 丸善食品工業 (東京都)
丸善食品工業株式会社（まるぜんしょくひんこうぎょう）は、天然調味料、レトルト食材などの業務用食品や、食品メーカー向け加工原料などを製造販売する企業である。
取引先は食品メーカー、外食業者から、個人経営のラーメン店などにも及ぶ。
同社では、調味料業界でのシェアが2位であるとしている。
長野県の同名企業との関連は一切ない。

## 取扱商品
- 調理加工食品 - 缶詰、レトルト食品、冷凍食品
- スープ、ソース類
- 調味料 - エキス調味料、調味オイルなど
- 健康食品原料

## 沿革
- 1962年 - 創業。
- 1967年 - 改組して、有限会社丸善商店となる。
- 1971年 - 天然調味料の製造を始める。
- 1974年 - 改組して、丸善産業株式会社となる。
- 1975年 - チキンオイルの製造を始める。
- 1979年 - 丸善油脂株式会社　設立。
- 1981年 - 丸善食品工業株式会社　設立。
- 1991年 - 社名変更。オーストラリアに合弁会社を設立する。
- 1995年 - 中華人民共和国に関連会社を設立する。